# Declaración de Barcelona

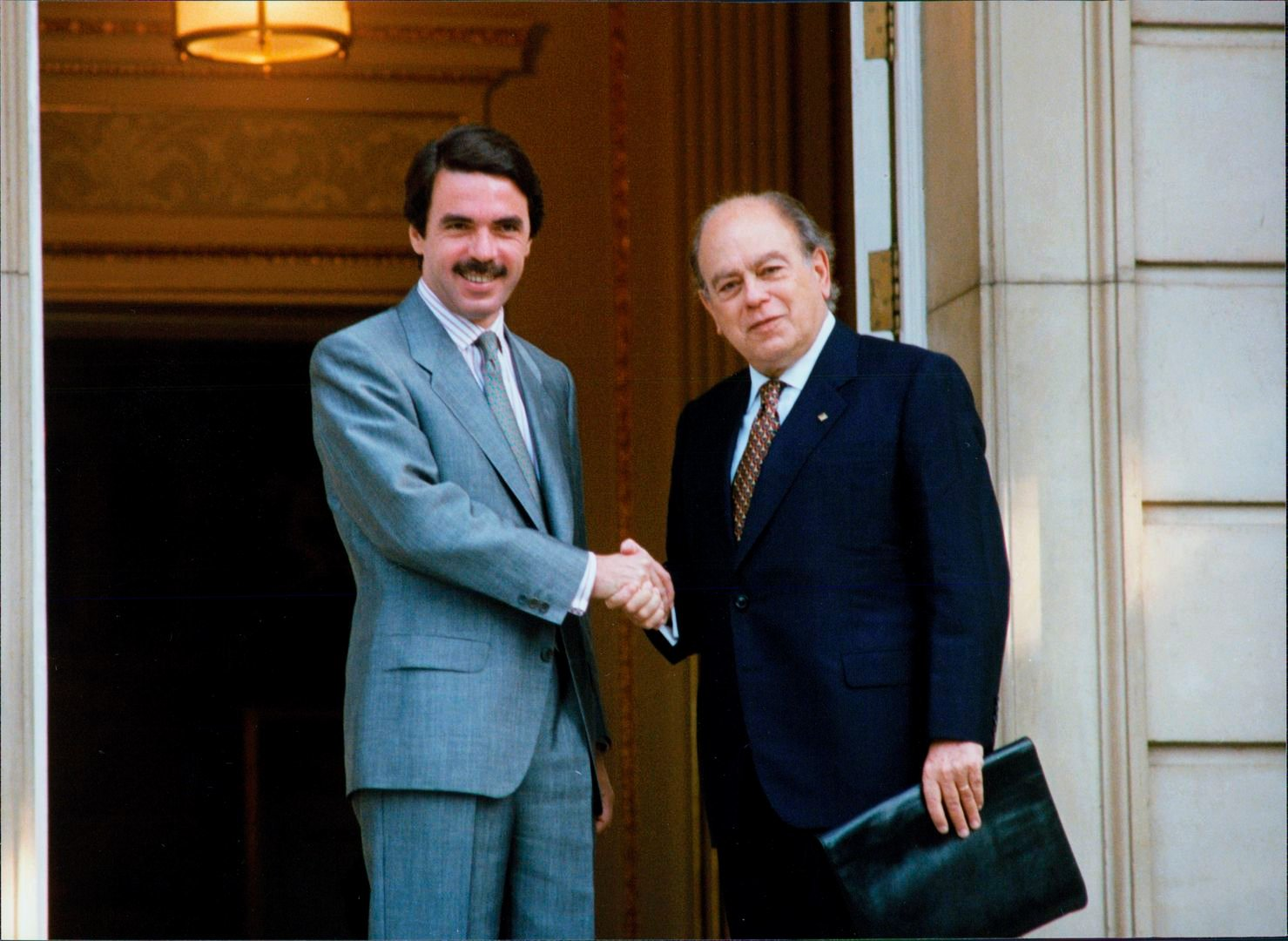
Jordi Pujol (derecha), uno de los impulsores de la Declaración de Barcelona, junto con el presidente del gobierno español José María Aznar en el Palacio de la Moncloa. Julio de 1998

La Declaración de Barcelona fue un manifiesto elaborado y firmado por los partidos nacionalistas periféricos españoles Convergència i Unió, Partido Nacionalista Vasco y el Bloque Nacionalista Galego en defensa de los «derechos nacionales» de sus respectivos territorios frente a la política españolista desarrollada por el primer gobierno de José María Aznar, líder del Partido Popular. La declaración fue hecha pública el 16 de julio de 1998 y los representantes de los tres partidos nacionalistas acordaron que volverían a reunirse en septiembre en Bilbao y en octubre en Santiago de Compostela. 
En la propia declaración se dice que está inspirada en otras iniciativas similares como la Triple Alianza de 1923 o la Galeuzca de 1933, en los inicios de la Segunda República Española.

## Antecedentes
Tras trece años de gobiernos socialistas, el Partido Popular ganó las elecciones de 1996 y formó un gobierno presidido por su líder José María Aznar gracias al Pacto del Majestic que firmó con la coalición nacionalista catalana Convergència i Unió que llevaba gobernando Cataluña desde 1980 con Jordi Pujol al frente de la Generalidad.
Uno de los ejes de la actuación del nuevo gobierno fue la reafirmación del nacionalismo español ―unida al giro que dio a la política antiterrorista contra ETA― ya que el PP no consideraba a España como «una nación de naciones» y menos aún como un «Estado plurinacional» sino una «nación única», aunque «diversa culturalmente». Por eso, el gobierno de Aznar desarrolló una política de «uniformización» del Estado de las Autonomías a la que se opusieron los partidos nacionalistas subestatales de Cataluña (CiU), el País Vasco (PNV) y Galicia (BNG). La manifestación más notoria de esta oposición fue la Declaración de Barcelona.
Al parecer el motivo más inmediato de la Declaración fue la radical oposición del gobierno de José María Aznar a la Ley de Política Lingüística del 7 de enero de 1998 aprobada por el Parlamento de Cataluña que también fue duramente contestada por los medios de comunicación de Madrid afines al Partido Popular y que como este eran contrarios a la inmersión lingüística de los niños en las escuelas y que denunciaban la «persecución» del castellano en Cataluña.

## Contenido
Las tres fuerzas nacionalistas firmantes consideraban que el Estado de las Autonomías estaba agotado porque durante los veinte años de su desarrollo se había hecho una lectura restrictiva de los Estatutos de Cataluña, País Vasco y Galicia, y de la propia Constitución, anulando intencionadamente la distinción entre nacionalidades y regiones ―Canarias y Aragón se acababan de definir como «nacionalidades» en la reforma de sus respectivos estatutos― y sin que se hubieran dado pasos hacia la afirmación del carácter plurinacional del Estado español.

Al cabo de veinte años de democracia continúa sin resolverse la articulación del Estado español como plurinacional. Durante este periodo hemos padecido una falta de reconocimiento jurídico-político e incluso de asunción social y cultural de nuestras respectivas realidades nacionales en el ámbito del Estado.

En consecuencia se pedía el reconocimiento explícito de las «realidades nacionales» de los tres territorios para lo que las tres fuerzas nacionalistas proponían transformar la estructura territorial «autonómica» del Estado español.

Y acordamos:
Hacer un llamamiento a la sociedad española para compartir y dialogar acerca de una nueva cultura política acorde con esa comprensión del Estado y promover una concienciación colectiva que refuerce la idea de su plurinacionalidad.

## Desarrollo: los Acuerdos de Vitoria
La reunión prevista para septiembre en Bilbao se celebró el día 16 de ese mes en Vitoria y el resultado de la misma fueron los "Acuerdos de Vitoria" en los que las tres formaciones nacionalistas se comprometieron a llevar a cabo una acción coordinada tanto en el Congreso de Diputados como en el Senado en los siguientes seis campos:

Aquellas materias que constituyan, a nuestro entender, aspectos importantes en el desarrollo del carácter plurinacional del Estado. (...)
Una propuesta conjunta sobre los mecanismos de participación de nuestras naciones en el proceso decisorio de la Unión Europea que integre el modelo plurinacional en la cesión de capacidad de decisión del Estado a las instituciones europeas.(...)
Mecanismos de coordinación parlamentaria en el Parlamento europeo entre diputados representantes de naciones sin estado para analizar propuestas legislativas, fijar posiciones comunes y llevar a término iniciativas parlamentarias conjuntas.
 (...) Elaborar un plan de trabajo conjunto en el campo de la política cultural y de la política deportiva, con un guion definido, con vista a obtener el reconocimiento efectivo de la realidad plurinacional y pluricultural del Estado...
Fiscalización y financiación pública, en la medida que nuestras formaciones políticas entienden que un proceso de auténtica redistribución del poder político como el autogobierno abarca necesariamente el ámbito de la política fiscal (ingresos) y de financiación.
(...) La defensa de la identidad nacional de nuestros países...